# Johann Hinrich Wichern
Johann Hinrich Wichern (21. dubna 1808 Hamburk – 7. dubna 1881 Hamburk) byl německý evangelický teolog, pedagog (etoped), diakonický a sociální pracovník a zakladatel tzv. vnitřní misie; je znám též jako tvůrce adventního věnce.
Roku 1833 získal na předměstí Hamburku tzv. Drsný dům („Das Rauhe Haus“), kde zřídil výchovný a vzdělávací ústav pro narušenou mládež, který si získal věhlas a stal se vzorem pro mnoho obdobných ústavů. Roku 1848 inicioval organizační zastřešení činnosti tzv. vnitřních misií, které propojovaly diakonickou práci s duchovní obnovou evangelických církví. V 50. letech se podílel na reformách pruského vězeňství.